# طائر الطنان آنا
طائر الطنان آنا (الاسم العلمي: Calypte anna)، هو نوع من الطيور متوسطة القد من فصيلة الطنانيات. سُمي على آنا ماسينا، دوقة ريفولي.
موطنه الأصلي المناطق الساحلية الغربية لأمريكا الشمالية. في أوائل القرن العشرين، تكاثر طائر الطنان آنا فقط في شمال باها كاليفورنيا وجنوب كاليفورنيا. وفرت زراعة نباتات الزينة المستقدمة في المناطق السكنية في جميع أنحاء ساحل المحيط الهادئ والصحاري الداخلية مواقع تعشيش ورحيق بكثرة، مما سمح للأنواع بتوسيع نطاق تكاثرها. إن إقامة طيور آنا الطنانة على مدار العام في شمال غرب المحيط الهادئ هي مثال على التحرر البيئي الذي يعتمد على التأقلم مع درجات حرارة الشتاء الباردة، والنباتات المدخلة، والتزويد البشري بمغذيات الرحيق خلال فصل الشتاء.
تتغذى هذه الطيور على رحيق الأزهار باستخدام لسان طويل قابل للتمدد. كما أنها تتغذى على الحشرات الصغيرة ومفصليات الأرجل التي تصيدها أثناء الطيران أو تلتقطها من الغطاء النباتي.